# Virtua Tennis (serie)
Virtua Tennis (パワースマッシュ?, PowerSmash) è una serie di videogiochi di tennis creata nel 1999 da SEGA.
Il primo titolo della serie, Virtua Tennis è stato originariamente realizzato come videogioco arcade e successivamente convertito per Dreamcast e personal computer. Il suo seguito, Virtua Tennis 2 (2001), introduce la possibilità di giocare con tenniste e la modalità in doppio.
Nel 2012 viene realizzato il primo videogioco della serie per dispositivi mobili, Virtua Tennis Challenge.

## Videogiochi della serie
- Virtua Tennis (Arcade, Dreamcast e PC, 1999)
- Virtua Tennis 2 (Arcade, Dreamcast e PlayStation 2, 2001)
- Virtua Tennis (Game Boy Advance, 2002)
- Virtua Tennis: World Tour (PlayStation Portable, 2005)
- Virtua Tennis 3 (Arcade, PlayStation 3, PlayStation Portable, Xbox 360 e PC, 2006)
- Virtua Tennis 2009 (PlayStation 3, Xbox 360, Wii e PC, 2009)
- Virtua Tennis 4 (PlayStation 3, Xbox 360, Wii e PC, 2011)
- Virtua Tennis 4: World Tour Edition (PlayStation Vita, 2011)
- Virtua Tennis Challenge (Android e iOS, 2012)